# 진무 (관등)
진무(振武)는 백제의 제 15품 관등으로, 260년 고이왕 27년 개혁으로 만들어졌다. 정원은 정해져 있지 않았으며, 백색의 대를 둘렀다.